# كونور جيمس (لاعب كرة قدم)
كونور جيمس هو لاعب كرة قدم كندي، ولد في 17 يوليو 1996. لعب مع نادي ادمونتون.

## وصلات خارجية
- كونور جيمس على موقع قاعدة بيانات كرة القدم.إي يو (الإنجليزية)
- كونور جيمس على موقع Soccerway.com (الإنجليزية)